# Platine à mèche
Pour les articles homonymes, voir Platine (homonymie) et Serpentine.

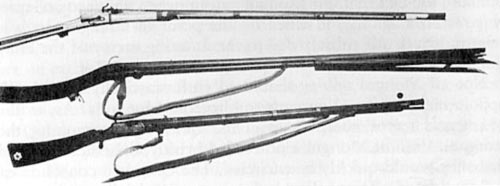
Armes à platine à mèche de la dynastie Ming.

La platine à mèche (également appelée serpentin ou serpentine, du nom de la pièce en « S » sur laquelle on fixe la mèche) est le premier type de mécanisme utilisé dans les armes à feu dans le but de faciliter leur usage. Cette platine a été inventée en Europe autour de 1400 et a été en usage, sur ce continent, jusqu'en 1720 lorsque la platine à silex la remplace complètement.

## Historique
Au début des armes à feu à poudre noire, l’allumage de celle-ci se faisait en présentant avec la main, devant la cheminée à poudre, une mèche en étoupe allumée ou de l’amadou. Puis, au début du XVe siècle en France, ce fut l’invention de la platine à mèche qui contient tout le mécanisme de mise à feu, et principalement l’évolution technique du chien.

## La platine à mèche

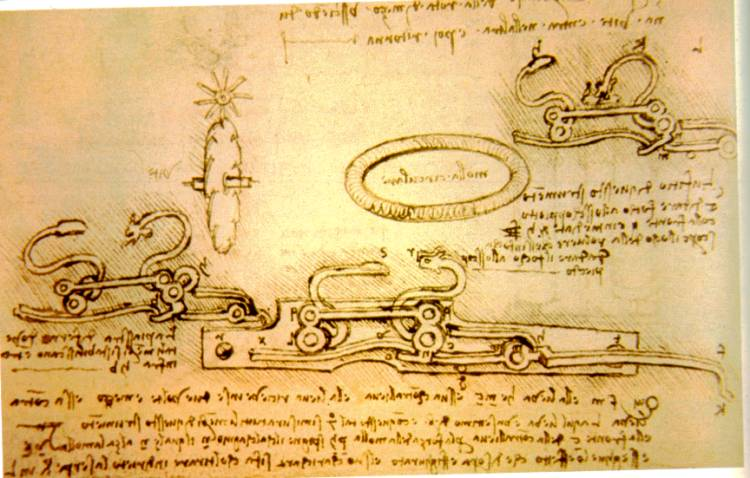
Allumage automatique de Léonard de Vinci.

À la platine est fixée une pièce en « S » appelée serpentin ou serpentine sur laquelle on fixe la mèche allumée.  Un mécanisme permet au tireur de faire pivoter le serpentin de manière à mettre le feu au pulvérin (poudre fine) qui se trouve dans le bassinet.  La lumière (canal entre le bassinet et la base canon)  permet la transmission de la flamme à la poudre de propulsion. Pour décrasser la lumière, le tireur dispose d'une fine tige appelée aiguillette.
Léonard de Vinci étudia également la possibilité d’améliorer l’allumage des armes à feu. Le dessin montre trois exemples de mécanismes pour ouvrir la  gargousse et mettre simultanément le feu à la poudre. La mèche est allumée dans la bouche du « serpent », en appuyant sur la queue de détente elle s’abaisse en même temps que l’ouverture de la gargousse et met le feu à la poudre.

## Mécanisme
Le mécanisme le plus simple se compose d'une plaque de platine, d'un chien portant la mèche, d'un levier de gâchette, d'un ressort de gâchette et d'une détente.
Le chien est maintenu armé par le levier de gâchette qui est constamment poussé par le ressort. Lorsque l'on actionne la détente, l'on pousse le levier de détente dans le sens inverse du ressort et il emporte avec lui le chien qui vient écraser la mèche sur le bassinet.
Un autre mécanisme est celui à balancier, mais cette fois une « noix » a été ajoutée. Elle est actionnée par le levier de gâchette et agit sur le chien : en activant le levier de gâchette, la noix pivote sur elle-même d'environ 60° et entraîne dans sa course le chien qui vient s'écraser sur le bassinet.